# Roemeens voetbalkampioenschap 2002/03
2002/03 was het 65ste seizoen van de Divizia A en het 85ste kampioenschap van Roemenië.
De nummers 13 en 14 spelen een eindronde tegen de nummers twee uit de twee reeksen van de Divizia B. De winnaar promoveert of blijft in de hoogste klasse.

## Eindstand
| Plaats | Team                            | Wed. | W  | G | V  | Doelpunten | Verschil | Ptn |
| ------ | ------------------------------- | ---- | -- | - | -- | ---------- | -------- | --- |
| 1      | Rapid Boekarest (B)             | 30   | 20 | 3 | 7  | 59 : 25    | +34      | 63  |
| 2      | Steaua Boekarest                | 30   | 16 | 8 | 6  | 42 : 27    | +15      | 62  |
| 3      | Gloria Bistrița                 | 30   | 13 | 6 | 11 | 32 : 33    | −01      | 45  |
| 4      | FC Brașov                       | 30   | 13 | 6 | 11 | 37 : 33    | +04      | 45  |
| 5      | Ceahlăul Piatra Neamț           | 30   | 12 | 8 | 10 | 43 : 33    | +10      | 44  |
| 6      | Dinamo Boekarest (K)            | 30   | 13 | 5 | 12 | 49 : 46    | +03      | 44  |
| 7      | Universitatea Craiova           | 30   | 12 | 8 | 10 | 36 : 37    | −01      | 44  |
| 8      | National Boekarest              | 30   | 12 | 7 | 11 | 41 : 36    | +05      | 43  |
| 9      | SC Astra Ploiești               | 30   | 13 | 3 | 14 | 43 : 43    | ±0       | 42  |
| 10     | FC Farul Constanța              | 30   | 12 | 4 | 14 | 35 : 47    | −12      | 40  |
| 11     | FC Argeș Pitești                | 30   | 11 | 5 | 14 | 37 : 41    | −04      | 38  |
| 12     | FCM Bacău                       | 30   | 10 | 8 | 12 | 31 : 31    | ±0       | 38  |
| 13     | Oțelul Galați                   | 30   | 9  | 9 | 12 | 35 : 37    | −02      | 36  |
| 14     | Politehnica AEK Timișoara 1 (N) | 30   | 11 | 2 | 17 | 37 : 52    | −15      | 35  |
| 15     | Sportul Studențesc Boekarest    | 30   | 9  | 4 | 17 | 44 : 55    | −11      | 31  |
| 16     | UTA Arad (N)                    | 30   | 8  | 6 | 16 | 37 : 52    | −15      | 30  |

1 De eigenaar van AEK Boekarest, Anton Doboș verhuisde naar Timișoara, omdat er in Boekarest een te grote concurrentie was. Om in Timișoara de toeschouwers te lokken veranderde de club de naam in de traditionele club die vroeger in de stad speelde, Politehnica Timișoara.
(K) = verdedigend kampioen, (B) = verdedigend bekerwinnaar, (N) = gepromoveerd
Politehnica AEK Timișoara handhaafde zich na het spelen van degradatieduels, Oțelul Galați degradeerde. Omdat naderhand twee clubs samen gingen, kwam er een plaats vrij in de Divizia A die werd ingenomen door Oțelul Galați.
| Kampioen, Champions League  |
| Bekerwinnaar, UEFA Cup      |
| Deelname UEFA Cup           |
| Deelname UEFA Intertoto Cup |
| Degradatieduel              |
| Degradatie                  |

### Topschutters
| Naam                     | Club                         | Goals |
| ------------------------ | ---------------------------- | ----- |
| Claudiu Nicu Răducanu    | Steaua Boekarest             | 21    |
| Ionel Daniel Dănciulescu | Dinamo Boekarest             | 16    |
| Laurențiu Nicolae Diniță | Sportul Studențesc Boekarest | 15    |
| Cosmin Bărcăuan          | Dinamo Boekarest             | 13    |
| Sergiu Marian Radu       | National Boekarest           | 12    |

Divizia A:
1909/10 · 
1910/11 · 
1911/12 · 
1912/13 · 
1913/14 · 
1914/15 · 
1915/16 · 
1919/20 · 
1920/21 · 
1921/22 · 
1922/23 · 
1923/24 · 
1924/25 · 
1925/26 · 
1926/27 · 
1927/28 · 
1928/29 · 
1929/30 · 
1930/31 · 
1931/32 · 
1932/33 · 
1933/34 · 
1934/35 · 
1935/36 · 
1936/37 · 
1937/38 · 
1938/39 ·
1939/40 · 
1940/41 · 
1946/47 · 
1947/48 · 
1948/49 · 
1950 · 
1951 · 
1952 · 
1953 · 
1954 · 
1955 · 
1956 · 
1957/58 · 
1958/59 · 
1959/60 · 
1960/61 · 
1961/62 · 
1962/63 · 
1963/64 · 
1964/65 · 
1965/66 · 
1966/67 · 
1967/68 · 
1968/69 · 
1969/70 · 
1970/71 · 
1971/72 · 
1972/73 · 
1973/74 · 
1974/75 · 
1975/76 · 
1976/77 · 
1977/78 · 
1978/79 · 
1979/80 · 
1980/81 · 
1981/82 · 
1982/83 · 
1983/84 · 
1984/85 · 
1985/86 · 
1986/87 · 
1987/88 · 
1988/89 · 
1989/90 · 
1990/91 · 
1991/92 · 
1992/93 ·
1993/94 · 
1994/95 · 
1995/96 · 
1996/97 · 
1997/98 · 
1998/99 · 
1999/00 · 
2000/01 · 
2001/02 ·
2002/03 · 
2003/04 ·
2004/05 · 
2005/06

Liga 1:
2006/07 · 
2007/08 ·
2008/09 ·
2009/10 · 
2010/11 ·
2011/12 ·
2012/13 ·
2013/14 ·
2014/15 ·
2015/16 ·
2016/17 ·
2017/18 ·
2018/19 ·
2019/20 ·
2020/21